# 中国大陆2019冠状病毒病疫苗接种计划
中国大陆2019冠状病毒病疫苗接种计划，是指由中华人民共和国大陆的各地区执行的2019冠状病毒病疫苗大规模接种计划，其目标为符合条件的民众，可以到经当地卫生健康行政部门设置的接种地点免费接种疫苗，在人群中逐步建立起免疫屏障，以阻断2019冠状病毒病的流行。截至2021年6月，中国大陆共有7款疫苗批准附条件上市或紧急使用，可以供接种单位接种。2021年3月，启动针对海外中国公民的春苗行动。

## 大规模接种前准备
2020年6月，中国大陆批准了2019冠状病毒病疫苗的紧急使用，7月22日正式启动紧急使用工作，对高风险暴露人群进行了紧急接种。
2020年9月，浙江省疫情防控办印发浙江省秋冬季新冠病毒疫苗紧急接种指导意见，成为中国大陆第一个启动重点人群疫苗紧急接种工作的省份。
2020年12月19日，国务院联防联控机制举行重点人群新冠病毒疫苗接种工作新闻发布会。截至2020年12月19日，中国大陆累计完成100多万剂次疫苗紧急接种，经过严格的不良反应监测和追踪观察，没有出现严重的不良反应。国家卫生健康委疾控局负责人崔钢在发布会上介绍，中国大陆的疫苗接种的策略是按照“两步走”方案，第一步主要是针对部分重点人群开展接种，包括从事进口冷链、口岸检疫、船舶引航、航空空勤、生鲜市场、公共交通、医疗疾控等感染风险比较高的工作人员，以及前往中高风险国家或者地区去工作或者学习的人员，尽力缓解输入性疫情防控的压力，降低本土病例发生和国内疫情爆发的风险；第二步则是“应接尽接”，逐步在各人群当中构筑起人群的免疫屏障，来阻断病毒在国内的传播。
2020年12月31日，国务院联防联控机制举行新闻发布会介绍说国药集团研發的一款疫苗已经被批准附条件上市，且已经累计接种超过300万剂次疫苗，同時对中国公民免費提供疫苗。
2021年1月9日，国务院联防联控机制新闻发布会中，国家卫健委副主任曾益新明确，疫苗和接种服务的全部费用将由医保基金和财政共同负担，居民个人不负担费用。
2021年3月22日，国务院联防联控机制召开全国新冠病毒疫苗接种工作电视电话会议，中共中央政治局委员、国务院副总理孙春兰出席会议并讲话。孙春兰强调要加快推进疫苗接种工作，提高人群接种率，有效降低病毒传播风险，保障人民生命安全和身体健康，为巩固经济恢复性增长基础、促进国内国际双循环提供有力保障。
2021年3月29日，国家卫健委公布《新冠病毒疫苗接种技术指南（第一版）》。

## 获批准使用的疫苗
截至2021年6月10日，中国大陆共有7款疫苗批准附条件上市或紧急使用。下表为中国大陆已获批准附条件上市或紧急使用的疫苗相关信息。
| 疫苗                                          | 疫苗類型                                                          | 研發/生产機構 | 產地 | 接种所需剂次 | Ⅲ期臨床試驗有效率 | 中国大陆批核狀況             | 中国大陆啟用日期       | 列入世界卫生组织COVAX「緊急使用清單」日期 |
| --------------------------------------------- | ----------------------------------------------------------------- | --- | ---- | ------------ | ----------------- | ---------------------------- | ---------------------- | ----------------------------------------- |
| 众爱可维 （新型冠状病毒灭活疫苗（Vero细胞）） | 灭活疫苗                                                          | 国药中生北京生物制品研究所（研发、原液生产） 国药中生兰州生物制品研究所、成都生物制品研究所、长春生物制品研究所（分包装） | 中国 | 2剂次        | 86%               | 2020年12月31日批准附条件上市 | 2020年12月31日開始接種 | 2021年05月07日授权                        |
| 克尔来福 （新型冠状病毒灭活疫苗（Vero细胞）） | 灭活疫苗                                                          | 科兴生物 | 中國 | 2剂次        | 50.4% - 83.5%     | 2021年2月5日批准附条件上市   | 2021年02月05日開始接種 | 2021年06月01日授权                        |
| 众康可维 （新型冠状病毒灭活疫苗（Vero细胞）） | 灭活疫苗                                                          | 国药中生武汉生物制品研究所                                                                                                | 中国 | 2剂次        | 72.8%             | 2021年2月25日批准附条件上市  | 2021年02月25日開始接種 |                                           |
| 可维克 （新型冠状病毒灭活疫苗（Vero细胞））   | 灭活疫苗                                                          | 深圳康泰生物制品股份有限公司                                                                                              | 中国 | 2剂次        | 不適用            | 2021年5月14日批准紧急使用    | 2021年06月01日開始接種 |                                           |
| 科维福 （新型冠状病毒灭活疫苗（Vero细胞））   | 灭活疫苗                                                          | 中国医学科学院医学生物学研究所                                                                                            | 中国 | 2剂次        | 不適用            | 2021年6月09日批准紧急使用    | 2021年06月09日開始接種 |                                           |
| 克威莎                                        | 5型腺病毒载体疫苗                                                 | 康希诺生物 | 中国 | 1剂次        | 65.7%             | 2021年2月25日批准附条件上市  | 2021年02月25日開始接種 | 2022年05月19日授权                        |
| 智克威得                                      | 重组刺突蛋白（CHO細胞）搭配佐剂                                   | 安徽智飞龙科马生物制药、中国科学院微生物研究所                                                                            | 中国 | 3剂次        | ~82%              | 2021年3月10日批准紧急使用    | 2021年03月10日開始接種 |                                           |
| 丽康V-01                                      | 重组刺突蛋白（CHO細胞）搭配佐剂                                   | 珠海丽珠单抗生物技术有限公司、中国科学院生物物理研究所                                                                    | 中国 | 1剂次        | 61.35%            | 2022年9月2日批准紧急使用     | 2022年09月21日開始接種 |                                           |
| 威克欣®3价XBB疫苗                             | 重组三价新冠病毒（XBB+BA.5+Delta变异株）三聚体蛋白疫苗（Sf9细胞） | 川大华西/威斯克生物 | 中国 |              |                   | 2023年6月8日批准紧急使用     |                        |                                           |

所有已获批的疫苗接种部位均为上臂三角肌，接种途径为肌内注射。

## 接种安排

### 接种人群
2020年12月19日，国家卫生健康委疾控局负责人崔钢在国务院联防联控机制重点人群新冠病毒疫苗接种工作新闻发布会上表示，中国大陆的疫苗接种的策略按照“两步走”方案。第一步涉及的人群为部分重点人群，包括：从事进口冷链工作的人员、海关口岸检疫工作人员、船舶引航有关人员、航空空勤有关人员、在生鲜市场工作的人员、公共交通从业人员、医疗疾控从业人员等。
在疫苗附条件获批上市后（或在疫苗产量逐步提高的情况下），符合条件的民众均可以接种2019冠状病毒病疫苗。目前疫苗的接种对象为18周岁及以上人群。
中国大陆多地也为各地居住工作的港澳台居民接种疫苗，与内地户籍居民对等免费。另外，中国大陆多地也开放对外籍人士的疫苗接种。原则上，外籍人士为自费接种疫苗，但也有一些地方对已参加社会保障医疗保险的外籍人士，享受与其他参保中国公民对等免费待遇。
2021年4月7日，国家卫健委发布通知，明确在内地工作和生活的港澳同胞可在知情自愿的前提下，凭港澳居民居住证或内地医保参保凭证免费接种疫苗。在内地各类学校工作和学习的港澳籍师生接种疫苗政策与内地师生同等对待。港澳同胞在内地接种疫苗后出现异常反应的，有关救治和补偿政策原则上与内地居民保持一致。
2021年6月5日，科兴控股生物技术有限公司董事长尹卫东透露国家批准科兴新冠疫苗紧急使用年龄范围扩大到3岁以上。6月11日，中国疾控中心研究员邵一鸣表示已经批准可用于3到17岁人群的疫苗接种。7月13日，广西、湖北荆州先后发布消息，将开展12至17岁人群疫苗接种工作。7月16日，经中国国务院联防联控机制有关部门组织论证，众爱可维获批在中国大陆3-17岁人群中紧急使用。
2022年7月23日，国家卫生健康委副主任曾益新表示，中国现职党和国家领导人都已完成了国产新冠疫苗接种。
2022年11月4日，德国总理朔尔茨在北京表示，中国同意批准BioNTech SE的新冠疫苗用于在华居住的外国人。这将成为首款在中国获批使用的新冠mRNA疫苗。
2022年11月开始，上海等中国多个城市启动了吸入式新冠疫苗的接种。
2022年12月13日，《新冠病毒疫苗第二剂次加强免疫接种实施方案》印发，这意味着在第一剂次加强免疫接种的基础上，国家卫健委开始在感染高风险人群、60岁以上老年人群、具有较严重基础性疾病人群和免疫力低下人群中开展第二剂次加强免疫接种（第四針），且根据疫苗研发工作进展，所有批准附条件上市或紧急使用的疫苗均可用于第二剂次加强免疫。
2022年12月21日，为在华常住德籍公民提供的首批约11500剂复必泰mRNA新冠疫苗（包括单价疫苗和二价疫苗）运抵北京，这批疫苗将在北京、上海、广州、沈阳和成都为常住德籍人士提供接种服务。
2023年4月10日，国务院联防联控机制印发《应对近期新冠病毒感染疫情疫苗接种工作方案》。
2023年5月，由神州细胞研发生产的中国首款四价新冠疫苗开始在北京等地接种。
2023年11月20日，含XBB变异株抗原成分的新冠疫苗启动全国供应。

### 接种场所
所有符合条件的民众可以到当地卫生健康行政部门批准的接种单位接种疫苗。接种单位包括社区卫生服务中心、乡镇卫生院或者综合医院。对于一些重点对象比较集中的部门或企业，卫生健康行政部门会开设临时接种点方便接种疫苗，也有一些地方组织开行“流动接种车”，方便就近接种。为满足不同人群需求，部分接种点开设夜场服务。
一般而言，接种疫苗的民众需提前预约，可通过支付宝、微信或各地政务客户端预约，也有部分地区由企业、居委会和村委会进行统一组织下的线下预约。

## 宣传推广

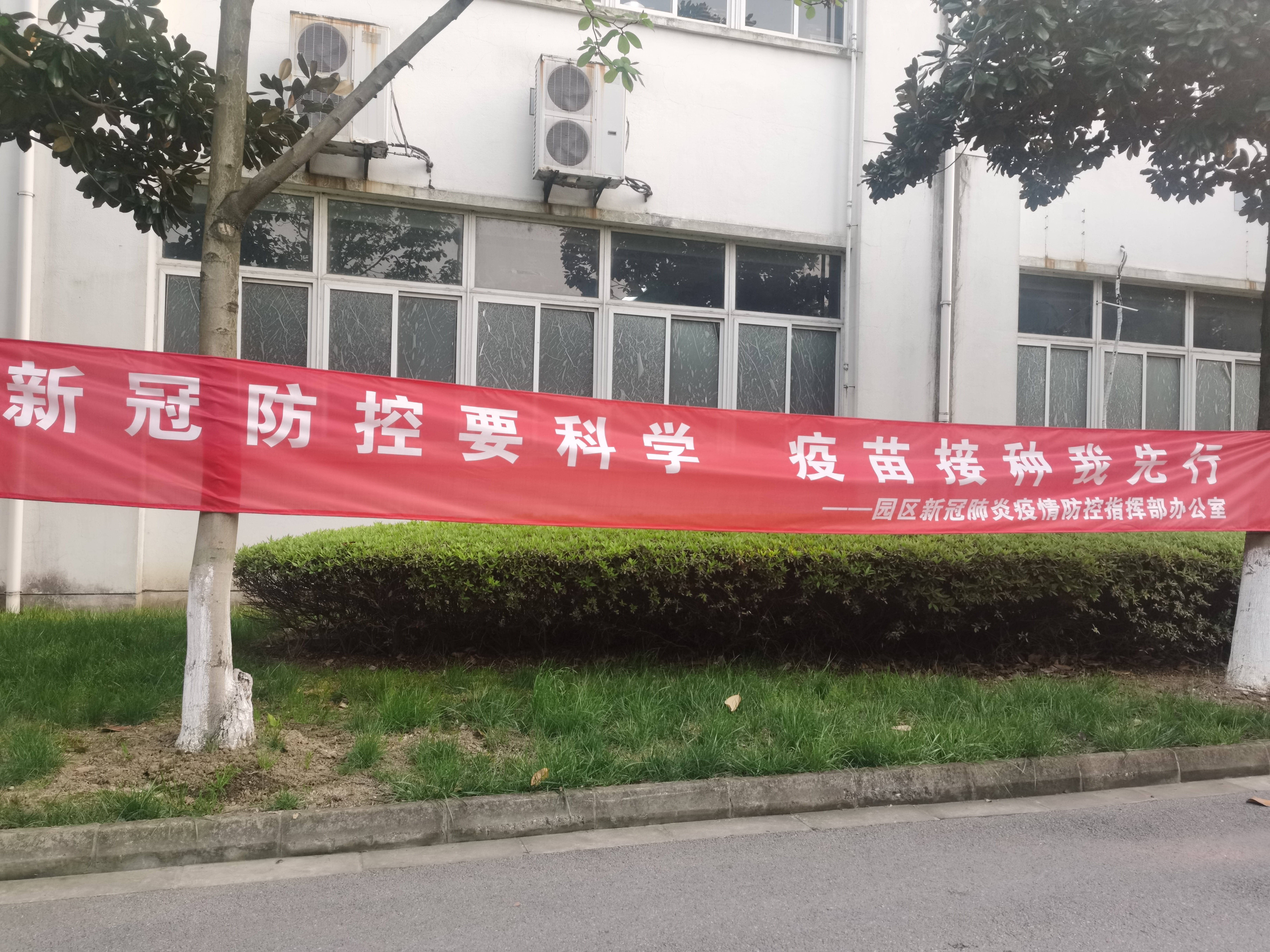
江苏省苏州市一座厂房外悬挂的疫苗接种宣传标语

中国大陆多地纷纷悬挂标语吸引民众接种疫苗，主要标语包括“我们一起打疫苗，一起苗苗苗苗苗”、“建立全民免疫，需要你一‘臂’之力”、“2021年头等大事，就是接种新冠疫苗”、“防疫道路千万条，接种疫苗第一条”、“朋友一生一起走，先打疫苗再聚首”、“每个人的身上都有苗苗，让我为你打苗苗”等。《新京报》评论认为，这些标语的文本体现出的是一种平等尊重、欢迎公众参与的价值观，没有居高临下和刻板说教，相信当地社区的居民相约去打疫苗时，提到这条标语也会会心一笑。
其中“我们一起打疫苗，一起苗苗苗苗苗”的标语起源自网络歌曲《学猫叫》，有网民更在《学猫叫》的基础上填新词，而填新词后的版本，被网民称为“疫苗接种歌”。对此，标语首发地深圳市盐田区东和社区工作人员表示，标语是广告公司挑选的，为了传播的时候朗朗上口一点，呼吁公众接种疫苗，有利于疫情防控。而央视主播李梓萌也在《主播说联播》栏目中演唱了改编后的歌词。

## 接種数据
| 日期           | 累计接种剂次 | 备注         | 来源   |
| -------------- | ------------ | ------------ | ------ |
| 2021年1月27日  | 2276.7万     |              | [ 60 ] |
| 2021年2月9日   | 4052万       |              | [ 61 ] |
| 2021年3月15日  | 6498万       |              | [ 62 ] |
| 2021年3月27日  | 10241.7万    | 突破1亿剂次  | [ 63 ] |
| 2021年4月21日  | 20419.1万    | 突破2亿剂次  | [ 64 ] |
| 2021年5月7日   | 30822.6万    | 突破3亿剂次  | [ 65 ] |
| 2021年5月16日  | 40693.8万    | 突破4亿剂次  | [ 66 ] |
| 2021年5月23日  | 51085.8万    | 突破5亿剂次  | [ 67 ] |
| 2021年5月28日  | 60299.1万    | 突破6亿剂次  | [ 68 ] |
| 2021年6月2日   | 70482.6万    | 突破7亿剂次  | [ 69 ] |
| 2021年6月8日   | 80896.2万    | 突破8亿剂次  | [ 70 ] |
| 2021年6月14日  | 90413.4万    | 突破9亿剂次  | [ 71 ] |
| 2021年6月19日  | 101048.9万   | 突破10亿剂次 | [ 72 ] |
| 2021年6月24日  | 112064.3万   | 突破11亿剂次 | [ 73 ] |
| 2021年6月28日  | 120671.4万   | 突破12亿剂次 | [ 74 ] |
| 2021年7月4日   | 130549.9万   | 突破13亿剂次 | [ 75 ] |
| 2021年7月14日  | 141460.9万   | 突破14亿剂次 | [ 76 ] |
| 2021年7月22日  | 150760.5万   | 突破15亿剂次 | [ 77 ] |
| 2021年7月28日  | 160124.9万   | 突破16亿剂次 | [ 78 ] |
| 2021年8月3日   | 170835.6万   | 突破17亿剂次 | [ 79 ] |
| 2021年8月10日  | 180809.2万   | 突破18亿剂次 | [ 80 ] |
| 2021年8月18日  | 190012.7万   | 突破19亿剂次 | [ 81 ] |
| 2021年8月26日  | 200391.4万   | 突破20亿剂次 | [ 82 ] |
| 2021年9月5日   | 210038.7万   | 突破21亿剂次 | [ 83 ] |
| 2021年9月26日  | 220020.2万   | 突破22亿剂次 | [ 84 ] |
| 2021年11月12日 | 237271.3万   | 突破23亿剂次 | [ 85 ] |
| 2021年11月16日 | 240289.7万   | 突破24亿剂次 | [ 86 ] |
| 2021年11月30日 | 250797.5万   | 突破25亿剂次 | [ 87 ] |
| 2021年12月22日 | 270667.6万   | 突破27亿剂次 | [ 88 ] |
| 2022年2月18日  | 307575.2万   | 突破30亿剂次 | [ 89 ] |
| 2022年2月23日  | 310176.0万   | 突破31亿剂次 | [ 90 ] |
| 2022年3月15日  | 320368.8万   | 突破32亿剂次 | [ 91 ] |
| 2022年8月9日   | 342661.9万   | 突破34亿剂次 | [ 92 ] |

2020年12月19日，国务院联防联控机制科研攻关组疫苗研发专班工作组组长、国家卫生健康委医药卫生科技发展研究中心主任郑忠伟表示，截至当日，中国大陆已经完成100多万剂次的COVID-19疫苗紧急接种工作，经过严格不良反应监测和追踪观察，没有出现严重不良反应。
2021年1月27日，國家衛生健康委副主任曾益新表示，疫苗接種工作正有序開展，各地接種人數在不斷增加。他同时表示，截至1月26日，中国大陸2019冠状病毒病疫苗已接種2276.7萬劑次。
2021年3月1日，中国国家卫健委高级别专家组组长钟南山表示，中国的疫苗接种率目前为3.56%，中国疾病预防控制中心希望这个数字能够在今年6月底达到40%。
2021年3月24日起，国家卫健委开始通过其官方网站及其微信公众号“健康中国”更新全国疫苗接种数据，实行日报制度。
2021年4月21日，国家卫健委新闻发言人米锋表示，截至目前全国累计报告接种疫苗超2亿剂次，医务人员的接种率已超过80%。同时，部分地区也出现了疫苗供应紧张、第二针疫苗难以预约的情况。
2021年5月14日，因变异病毒占输入确诊病例比例增加，及再次出现本土确诊病例，国家卫健委表示必须加快推进新冠疫苗接种。
2021年5月28日，中国疾控中心首次发布疫苗接种不良反应监测情况。2020年12月15日至2021年4月30日，中国内地报告接种疫苗2.65亿剂次，报告预防接种不良反应31434例，报告发生率为11.86/10万剂次，其中严重异常反应发生率为0.07/10万剂次，发生概率在极其罕见（低于万分之一）的范围以内。
截至2021年5月31日，已有6.2萬名台灣人在中國大陸接種疫苗。
截至2021年6月25日，中国大陆新冠疫苗接种突破11亿剂次，接种疫苗人数超过6.3亿，全人群疫苗接种率超过40%。
截至2021年8月12日，中国大陆新冠疫苗累计接种183245万剂次，完成全程接种的人数为77704.6万人，全人群疫苗接种完成率超过50%。
截至2021年8月27日，中国大陆新冠疫苗接种突破20亿剂次，完成接种疫苗人数超过8.8亿，全人群疫苗接种完成率超过60%。
截至2021年9月6日，中国大陆累计报告接种新冠病毒疫苗21亿1308.3万剂次，完成全程接种的人数为9亿6972万人。
截至2021年9月20日，中国大陆累计报告接种新冠病毒疫苗217404.3万剂次，疫苗接种总人数达110084.2万，其中已完成全程接种102220.7万人，接种总人数占全国总人口的72%，接近钟南山于5月28日提出的年底疫苗覆盖率达到80%的目标。
2021年10月，北京、河北、山西等多地启动新冠病毒疫苗加强免疫接种。
截至2021年11月19日，中國大陸已有12.25亿人接種疫苗，完成全程接种10.76亿人，接種加强針的人數為6573万人，接种总人数占全国总人口的76%。
截至2022年3月31日，中国大陆累计报告接种新冠病毒疫苗327087.4万剂次，疫苗接种总人数达127770.9万，其中完成全程接种124228.1万人，接种总人数占全国总人口的88.11%；完成加强免疫接种69493.6万人；60岁以上老年人接种覆盖人数达22370.8万人，完成全程接种21257.2万人，完成加强免疫接种14363.7万人。
截至2022年7月23日，中国大陆累计报告新冠疫苗第一剂次接种覆盖率为92.1%，全程接种率为89.7%，加强免疫接种率为71.7%；60岁以上人群至少1剂次疫苗接种率为89.6%，全程接种率为84.7%，加强免疫接种率为67.3%。
截至2022年11月底，中国80岁及以上的老年人口中约有40%没有全程接种疫苗。

## 部分地区接种方案

### 北京市

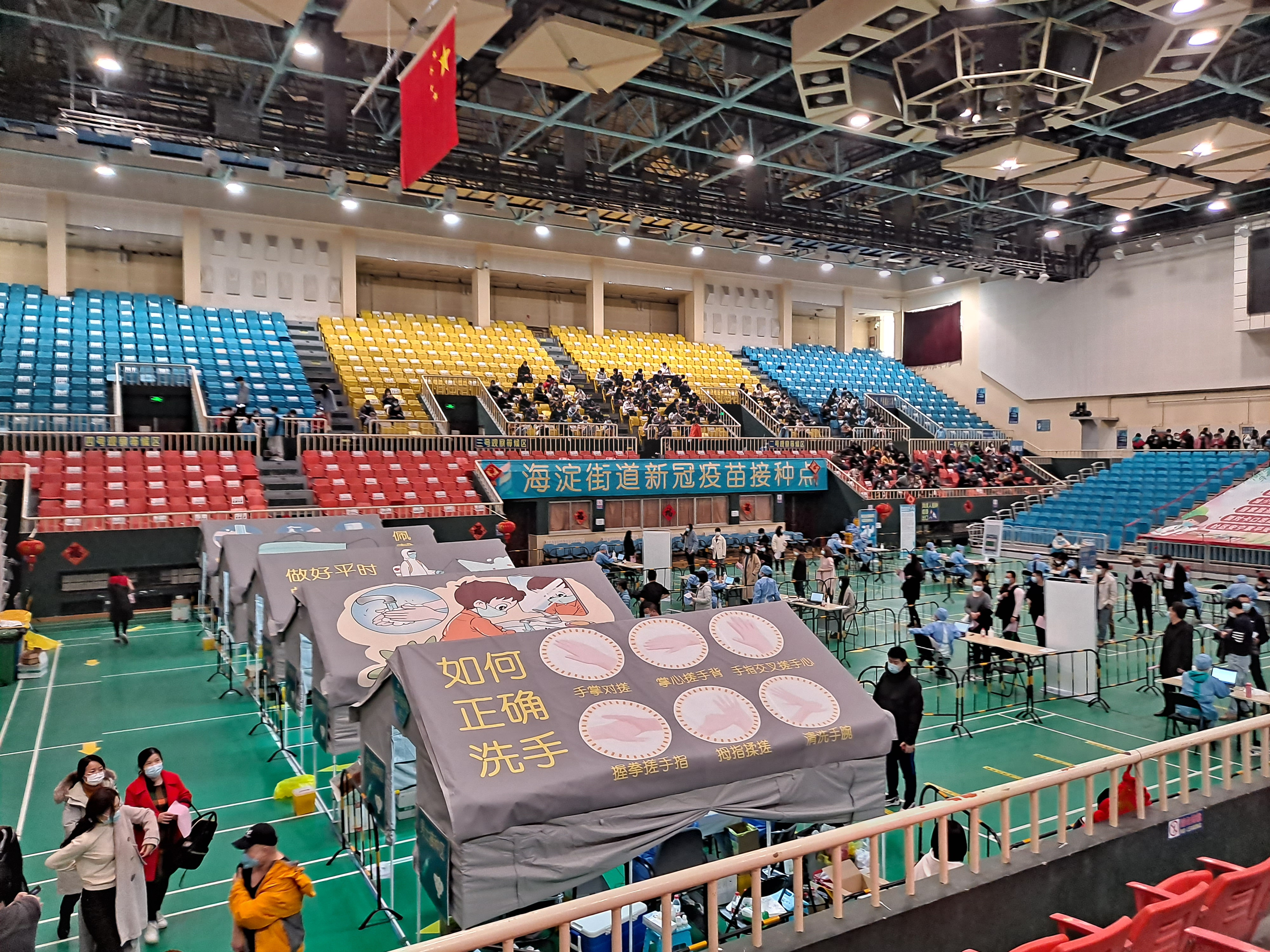
设置在北京海淀体育馆的海淀街道疫苗接种点

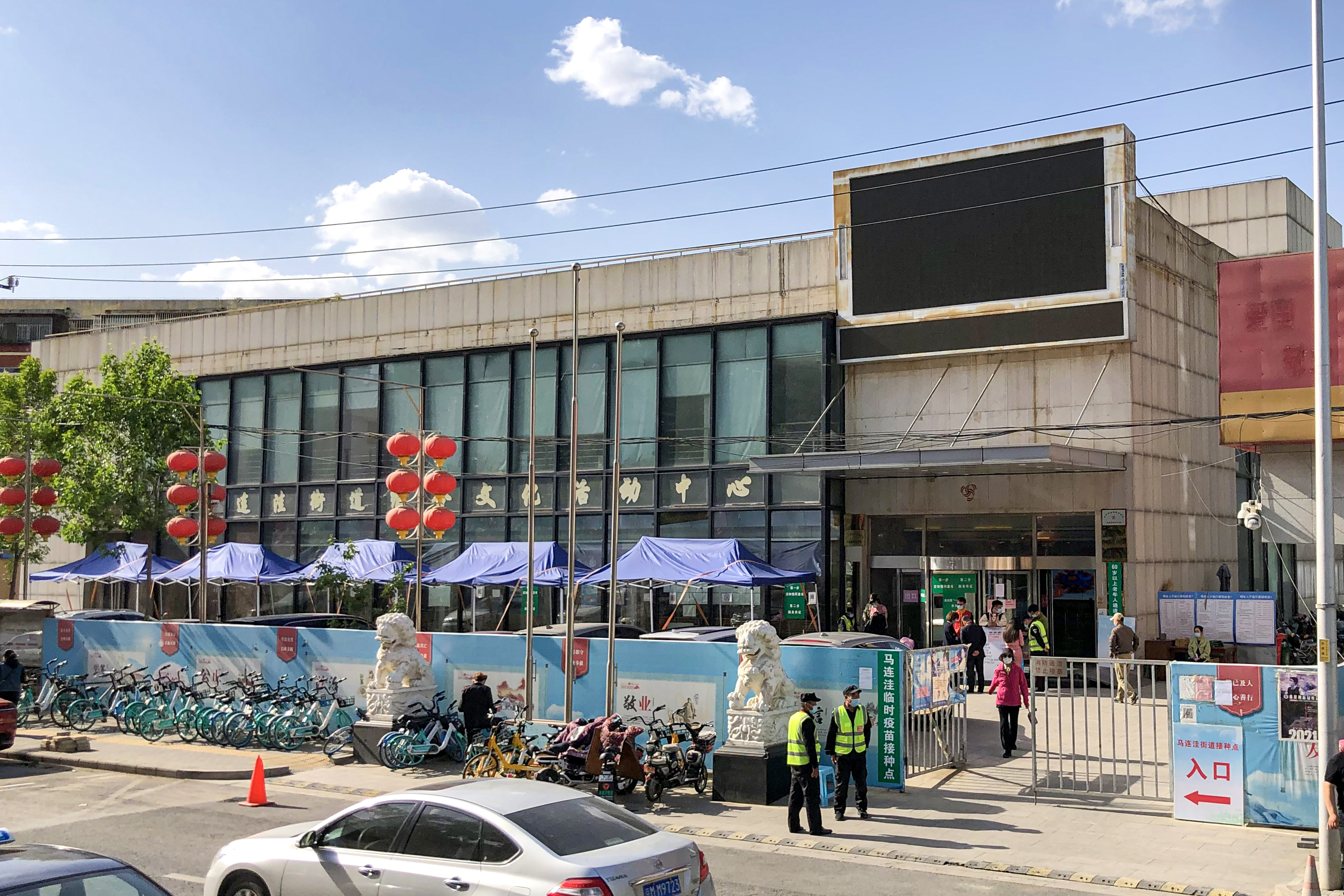
设置在天秀花园东侧马连洼街道综合文化活动中心的马连洼街道临时接种点

2020年12月31日，在北京市疫情防控发布会上，北京市政府新闻发言人徐和建表示，要有序推进重点人群疫苗接种工作，确保应接尽接。他又说，2021年春节前，北京市将完成9类重点人群的疫苗紧急接种，具体包括涉及进口冷链物品的口岸一线海关检验检疫人员，口岸装卸、搬运、运输等相关人员，国际和国内交通运输从业人员，因公、因私出国工作、学习人员，面临较高境外疫情风险的边境口岸工作人员，医疗卫生人员，政府机关、公安、武警、消防、社区工作者，水、电、暖、煤气相关人员，交通、物流、养老、环卫、殡葬、通讯相关工作人员等，上述人员中将对年龄在18岁至59岁人群中开展紧急接种，实现应接尽接。在2021年春节后，根据国家部署和疫苗批准上市及供应情况，组织开展其他人群接种工作。根据接种计划，2021年1月份，北京市各区按照国家确定的重点接种人群逐批开展、有序推进，2021年1月中旬完成所有重点人群首针接种，2至4周后接种第二针。
2021年2月春节假期起，北京市按照“知情、自愿、免费”原则，积极鼓励18岁至59岁具备接种条件的重点人群接种。
2021年3月26日起，北京市启动在京外籍人士疫苗接种工作。在京工作的外籍人士通过所在机构预约，高校外籍师生通过学校预约，其他在京外籍人士通过属地社区预约。预约成功后，各区将结合所在区实际情况安排外籍人士就近接种。已参加北京市社会保障医疗保险的外籍人士，现场出示医保参保凭证后，即可免费接种。未参加北京市社会保障医疗保险的外籍人士需个人自费接种，费用为93.5元人民币/针剂。为了吸引更多人接种疫苗，北京多個疫苗接種點推出奖励活动，除接种者可免費领取衛生紙或雞蛋外，也有與知名速食企業合作推出冰淇淋買一送一活動。
2021年4月21日，海淀区花园路接种点开始供应只需接种一次的“克威莎”腺病毒载体疫苗，成为北京市首个供应该疫苗的接种点，但截至5月19日仅海淀区内个别接种点（仅10个）供应该疫苗，选择接种该疫苗的也多为工作时间紧凑或有出差、出游安排的年轻人，大多数点位仍然只有灭活疫苗。
截至2021年4月29日11时，北京市疫苗接种量达到2433.43万剂，累计接种1432万人，其中两剂次全程接种人数达1001.43万人。18岁及以上人群第1剂疫苗接种率达73.55%；60岁及以上人群接种168万人，最大年龄接种者超过100岁。北京市每日开放接种点400余个，投入接种、急救一线医护人员7000余人，日接种能力达到40万剂以上。医疗卫生、住建、城市管理、邮政快递、旅游景点、星级酒店、商业服务等7个系统（行业）接种率超过90%。
截至2021年5月21日14时，北京市疫苗接种达1600.52万人，其中朝阳区、海淀区累计接种超过250万人，西城区、丰台区、通州区、顺义区、昌平区、大兴区累计接种超过100万人。累计接种疫苗2925.51万剂；60岁及以上人群累计接种211.44万人，90岁及以上人群接种3397人，最大接种者年龄超过100岁。全市18岁及以上人群第一剂接种率达82.2%，顺义区、密云区、平谷区60岁及以上人群接种覆盖率超过80%。
截至2021年6月16日12时，北京市累计接种疫苗人数为1790.1万人，其中1559.4万人已完成全程接种。全市累计接种新冠疫苗3339.3万剂。
截至2021年7月20日12时，北京市累计接种疫苗人数为1862.06万人，其中1764.34万人完成全程接种，全市累计接种新冠病毒疫苗3615.35万剂次。7月20日，北京市启动高中阶段（15-17岁）人群接种，并计划于8月初启动初中阶段（12-14岁）人群接种，但实际上7月底即已启动12-14岁人群的疫苗接种工作。
截至2021年9月2日，北京市累计接种2024.84万人。其中1913.11万人完成全程接种，全市18岁及以上常住人口全程接种率96.10%；北京市累计报告接种新冠病毒疫苗3926.48万剂次。其中，12-17岁人群累计接种107.65万剂次。
2021年10月，北京启动新冠疫苗加强免疫接种以及3至11岁人群新冠病毒疫苗接种。
2022年6月5日起，北京市所有一线疫情防控、医疗卫生、社区、志愿者、交通、家政、家装、外卖快递等公共服务和城市运行保障人员以及参加重要会议活动的人员，原则上应完成全程接种或加强免疫接种；参加本地团队旅游人员，应完成全程接种或加强免疫接种；入住军休所、疗养院、养老院、养老驿站等场所内的老年人应实现应接尽接，探视人员和服务人员应完成全程接种或加强免疫接种。7月11日起，北京市要求出入老年大学、老年活动站（室）和老年人健身娱乐活动场所，进入线下培训机构、图书馆、博物馆、电影院、美术馆、文化馆、体育场馆、健身场所、演出娱乐场所、网吧等人群聚集场所的人员须接种疫苗，其他限流、预约场所优先安排已接种疫苗人员。7月7日，北京市又表示，当前市民群众在严格测温扫码和查验72小时内核酸检测阴性证明后即可正常进入市内各类公共场所。
2023年4月中旬，此前已获批紧急使用的神州细胞四价重组蛋白疫苗“SCTV01E”（商品名“安诺能®4”）开始在北京市提供接种。

### 上海市

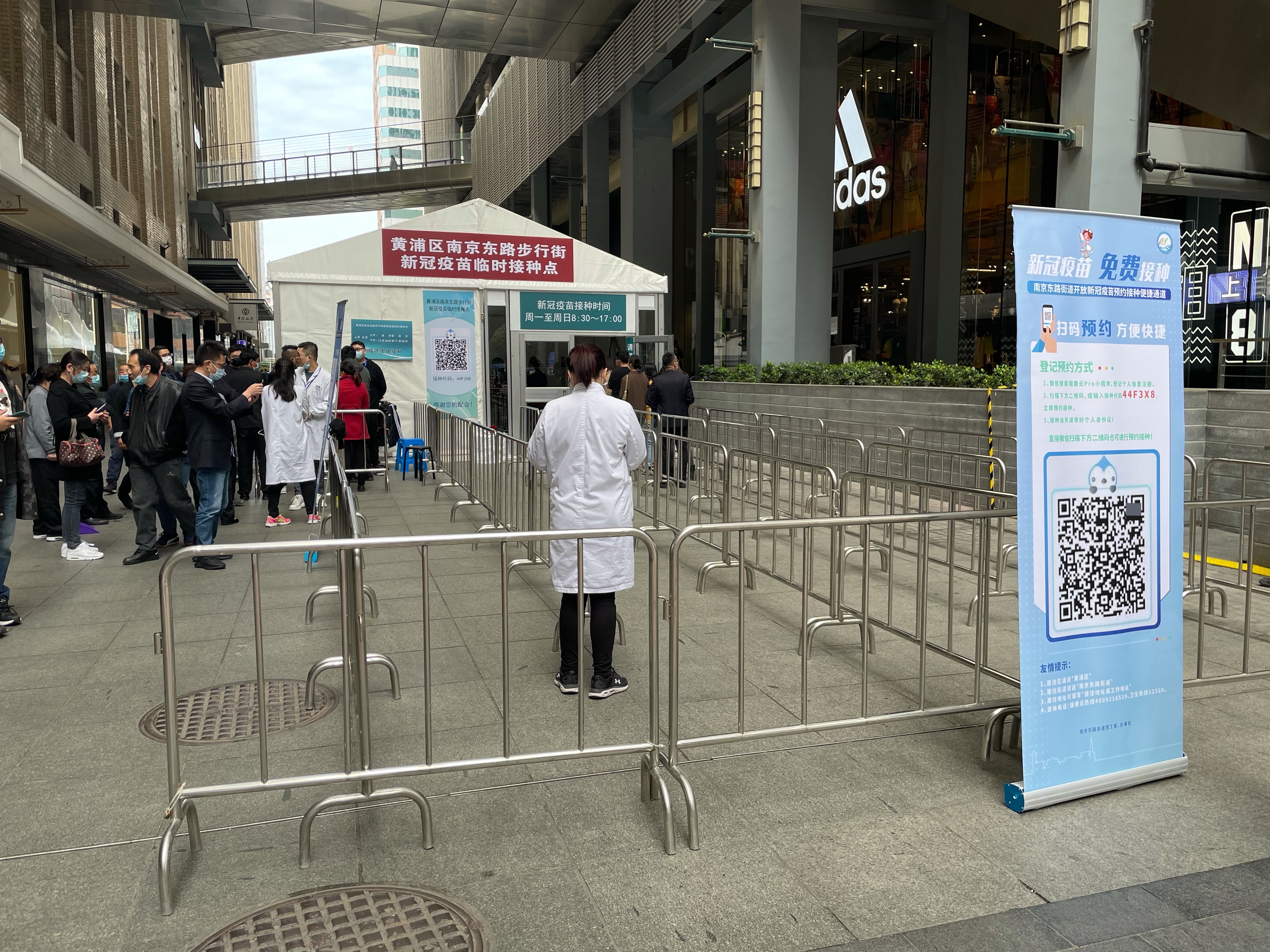
设置在上海黄浦区南京东路的疫苗临时接种点

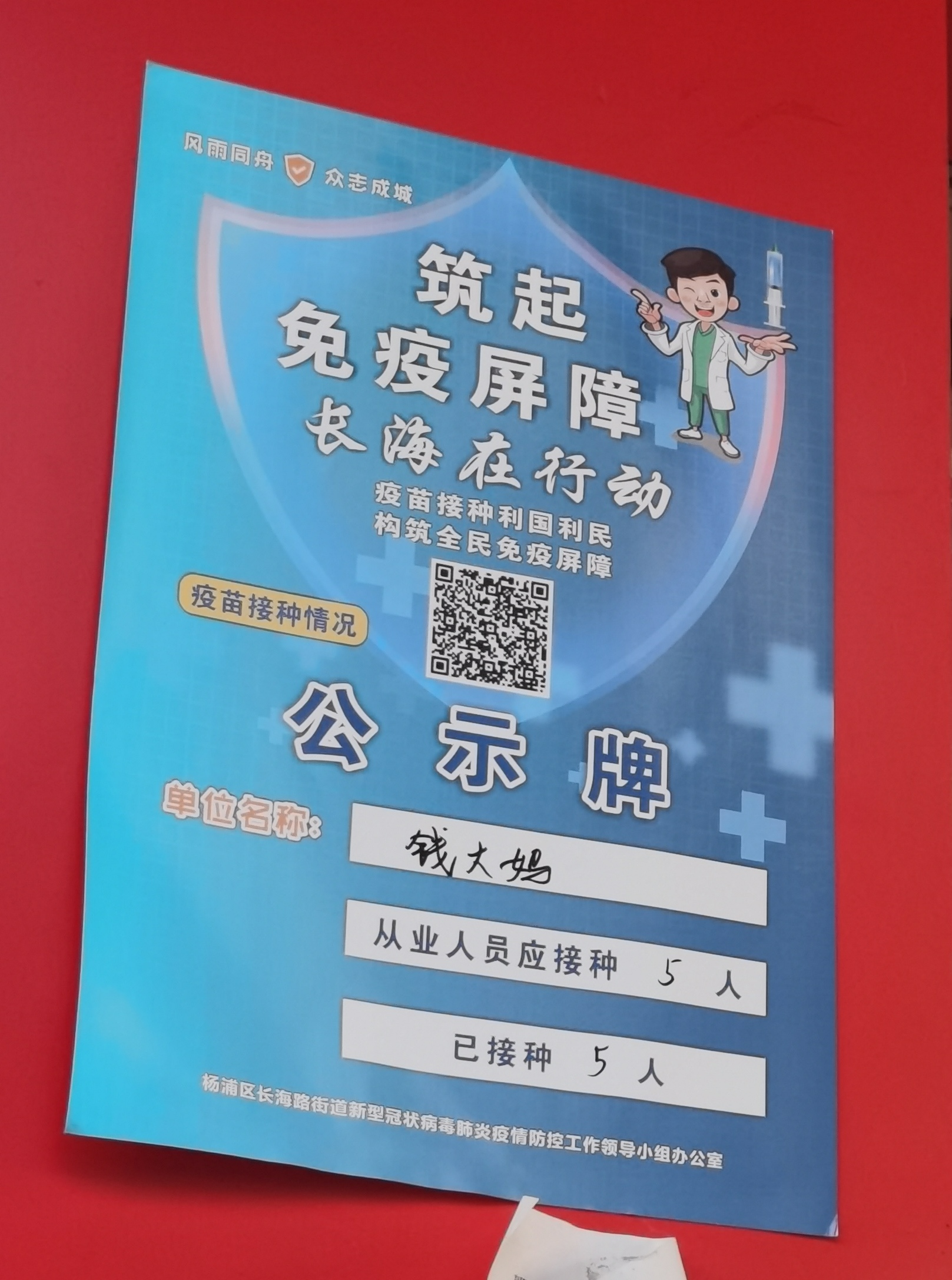
杨浦区一间超市张贴的员工疫苗接种公示

2020年12月底，上海陆续启动疫苗接种工作，首先为进口冷链物品的口岸一线海关检验检疫人员，口岸装卸、搬运、运输等相关人员，国际和国内交通运输从业人员，出国工作、学习人员，面临较高境外疫情风险的边境口岸工作人员，医疗卫生人员，政府机关、公安、武警、消防、社区工作者，水、电、气等相关人员，交通、物流、养老、环卫、殡葬、通讯等相关工作人员接种疫苗，后续将适时启动因私出国人员疫苗接种工作。2021年1月2日，上海新冠肺炎醫療救治專家組組長、复旦大学附属华山医院感染科主任張文宏于華山醫院疫苗接種點接受疫苗緊急接種。
2021年3月16日起，上海市按照“分步实施、有序推进”原则，加快实施疫苗接种工作。上海市居民无论户籍，都可以根据所在企事业单位的通知进行登记预约，由当地卫生健康行政部门统筹安排接种疫苗。
2021年3月25日起，上海市启动60岁及以上人群疫苗登记预约接种工作。全市60—75岁身体健康、无禁忌症的社区居民，通过社区整建制登记预约接种，至指定社区接种点接种；对于60—75岁在职在岗人员也可选择参加单位整建制组织的疫苗接种，至大型临时接种点接种。3月29日起，上海市将在沪外籍人士中的适龄人群纳入疫苗接种人群范围。自愿接种的在沪外籍人士可通过“健康云”客户端预约登记疫苗接种。已参加中国社会保障医疗保险的外籍人士，享受与其他参保中国公民同等待遇。未参保的外籍人士，自费接种疫苗，费用为100元人民币/剂。
2021年4月19日起，上海市启动在沪居住台胞疫苗预约接种，18—75岁在沪居住台胞可以预约登记接种疫苗。
2021年4月19日，一位韓國40多歲女子在上海市同仁医院接种中国国药集团研制的新冠疫苗后出现恶心等症状，並於4月22日死亡。
截至2021年5月7日，上海市累计接种疫苗超过1800万剂次，其中已接种2剂的接近600万人，其中浦东新区累计接种数量超200万剂次。全市共设70个大型临时接种点、218个社区接种点以及57支机动接种队伍，共计4365个接种单元，最大日接种量74万剂次以上。
2021年5月17日起，上海市启动76岁及以上人群疫苗登记预约接种工作。全市76岁及以上身体健康、无禁忌症的社区居民，可通过社区整建制登记预约接种，至指定社区接种点接种。
截至2021年6月2日，上海的疫苗接种突破2714万剂次。6月22日，1416.61万人完成全程接种。6月底，上海实现18岁以上人群疫苗接种率达到77.6%的阶段性目标。至7月14日，上海共有1809.15万人完成疫苗全程接种，占18岁以上人群的81.9%。截至2021年8月3日，上海累计接种3820.64万剂，覆盖2056.84万人，完成全程接种1880.13万人。
2021年9月3日，上海12-14岁人群新冠疫苗接种工作全面启动。
2021年11月1日起，上海启动新冠病毒疫苗加强免疫接种。11月18日，上海启动3—5岁人群新冠病毒疫苗预约接种。
截至2022年1月12日，上海市民已接种疫苗的有2350.37万人，完成全程接种的有2220.56万人，完成加强针接种的有870.01万人。
2022年1月24日，启动在沪18岁及以上台灣人新冠病毒疫苗加强免疫接种，和3-11岁台灣人新冠病毒疫苗接种预约登记。1月25日疫苗正式开打。當天20时起，启动在沪18岁及以上港澳人士新冠病毒疫苗加强免疫接种登记预约和3-11岁港澳人士新冠病毒疫苗接种登记预约，并于1月26日开始疫苗接种。1月25日8时起，启动在沪18岁及以上外籍人士新冠病毒疫苗加强免疫接种和3-11岁外籍人士新冠病毒疫苗接种预约。
截至2022年4月15日，上海60岁及以上人群新冠疫苗全程接种率62%，完成加强针的为38%。截至4月28日，上海全市60岁及以上老年人累计完成疫苗全程接种超360万人。完成加强免疫接种超220万人，加强接种率38%。
2022年7月，网传靜安區彭浦新村街道临汾路1320弄居委私自上门强制给98岁老人打疫苗引發老人不適，此事引起社会关切。7月16日，彭浦新村街道办事处通报称，7月12日上午，的確有居委会人員以及2名社区医护人员上門為两位高龄老人接种。医生當場判断两位老人没有新冠疫苗接种相关禁忌症，符合接种条件，兩位老人當場同意接種並在知情同意书上签字。7月13日中午，接種的一位老人出现腹胀的情况，之後前往急诊就诊。
自2022年10月26日起，上海啟動18岁及以上人群吸入式新冠病毒疫苗（5型腺病毒载体）预约登记程序。
上海市各区、街道为吸引民众接种疫苗，推出一系列鼓励措施，在社交媒体上引发讨论。措施包括赠送礼品、赠送代金券、抽奖等，抽奖奖品价值最高可达8000元人民币。虹口区邀请当地女子偶像团体SNH48为接种的民众赠送盖章，上海迪士尼度假区为接种民众提供免费门票，上海梅赛德斯-奔驰文化中心也为接种民众提供演唱会门票、签名海报等礼品。

### 广东省

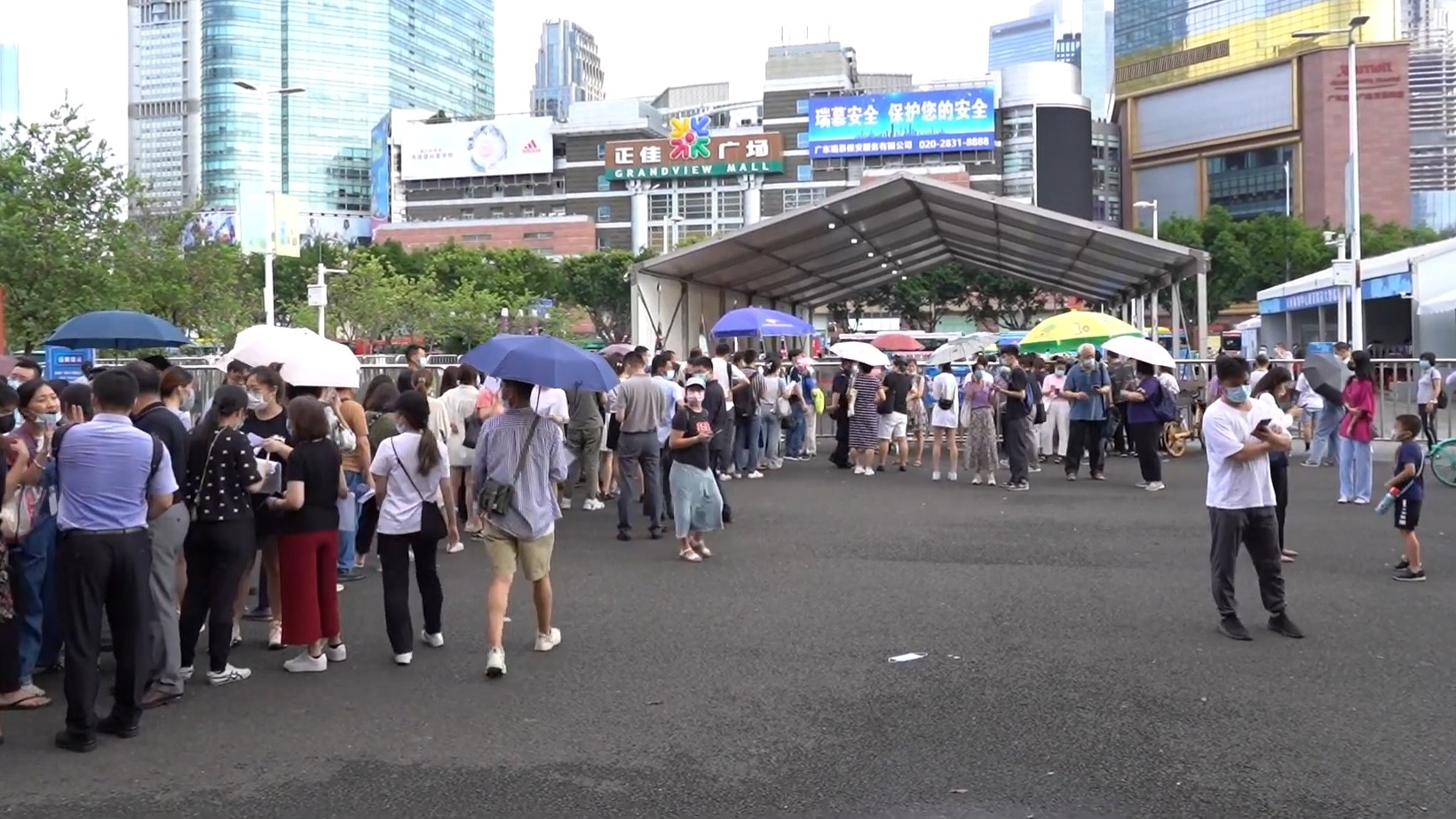
設置在天河體育中心的疫苗接種點有大批民眾排隊施打疫苗

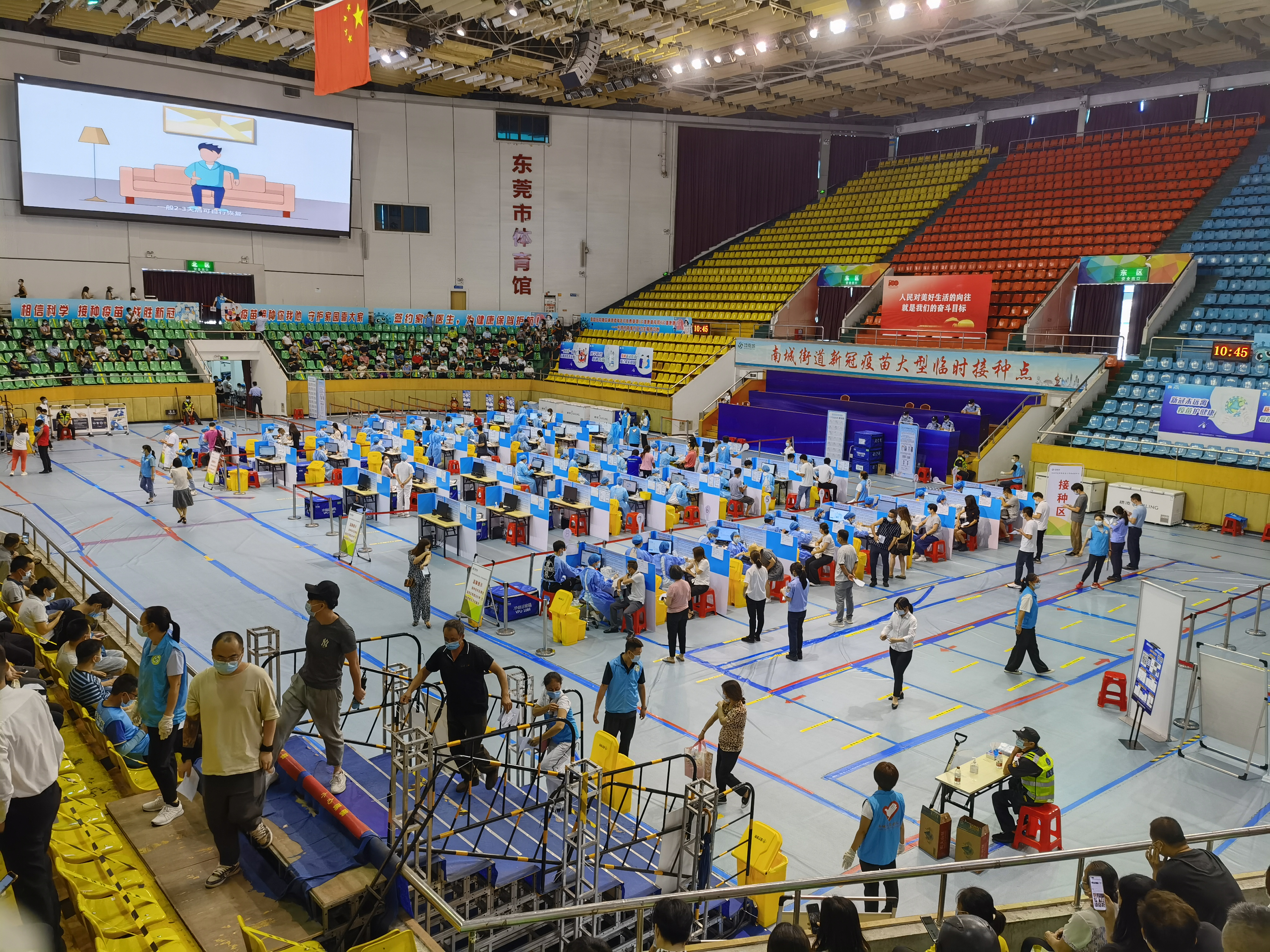
位于东莞市体育馆的疫苗接种点，2021年6月

2020年12月23日，广东省卫生健康委员会主任段宇飞表示，广东已全面启动重点人群接种工作，主要对象是进口冷链物流相关人员、隔离场所工作人员、入境人员闭环管理从业人员、海关边检人员、内地籍跨境司机及接驳司机、医疗卫生人员、基层防疫人员、公共交通从业人员、因公因私出国工作及学习人员等高风险人员。截至12月22日，广东已累计接种18万人，无严重不良反应发生。
2021年3月22日，广东省卫生健康委党组副书记、副主任、一级巡视员黄飞在介绍，广东省疫苗接种明确分“三步走”，第一步的接种人群是职业暴露风险较高的人群、有境外感染风险的人群、维持社会基本运行关键岗位的人员；第二步是其他18—59岁人群；第三步是60岁及以上老年人、基础性疾病患者、其他有接种意愿人员等。同年4月，考虑到疫苗总体供应不足的情况，广东省将广州、深圳、佛山、东莞、珠海5市确定为疫苗重点接种城市，上述五个城市是珠三角地区的重点口岸或省会城市，毗邻港澳，涉外活动多，防输入任务十分艰巨。其余地区以保障高风险人群补种和接种第二剂次（间隔28天—56天）的人群为主。
2021年4月12日，广东省启动在粤外籍人士疫苗接种工作。已参加广东省社会保障医疗保险的外籍人士，享受与其他参保中国公民同等待遇，免费接种。未参加广东省社会保障医疗保险的外籍人士，自费接种疫苗，费用为每剂次100元人民币。
2021年4月20日12时，珠海市累计接种疫苗141.7万人，成为中国大陆首个2019冠状病毒病疫苗18-59岁目标人群接种覆盖率超过80%的地级市。而深圳市是全广东省疫苗接种数量最多的城市，截至4月22日累计为民众接种超过471万剂疫苗，累计接种人数超过391万。
截至4月27日24时，广东省累计接种1948.45万剂次，累计接种1589.71万人，共有366.97万人完成全程（2剂）接种。当日接种疫苗123.48万剂次，成为全国首个单日接种量过百万的省份。
2021年5月5日，广州市级健康码“穗康码”进行系统升级，接种完第一剂疫苗的人士，穗康码中间显示一朵黄色木棉花；接种完第二剂，木棉花由黄色转为红色。穗康码下方还将显示接种针次和时间。
截至2021年5月11日，广东累计接种疫苗超过3000万剂次，广州、深圳、佛山、东莞4个重点城市18-59岁目标人群接种率陆续达到40%。
2021年5月18日，广州市卫健委表示，从7月开始，广州将全面为60岁以上老年人提供免费疫苗接种服务。
2021年5月20日，广东省卫健委主任段宇飞表示，截至5月19日24时，广东累计接种新冠病毒疫苗3915.42万剂次，居全国首位，累计接种了2940.54万人，其中1001.53万人完成了全程（两剂）的接种。
截至2021年5月19日20时，深圳市已完成接种疫苗1018.03万剂，接种727.76万人，目标人群接种率达53.5%，接种数量稳居广东省首位。其中，内地籍跨境货车司机及接驳司机、跨境运输“三点一线”工作人员、直接接触进口冻品从业人员、隔离场所工作人员和医疗机构一线医务人员等重点人群接种任务已全面完成疫苗接种。
在2021年下旬广州荔湾区发生本土疫情及深圳新发现本土无症状感染者之后，广州、深圳市民接种疫苗意愿高涨，多个疫苗接种点出现排队人龙，仅5月21日当天，广州疫苗接种就超过39万剂次，创大规模接种工作启动以来的新高。
5月31日17时，广州市政府在疫情防控新闻发布会上表示，鉴于当前疫情防控形势，需要集中精力和资源做好核酸检测，广州决定即日起调整新冠疫苗接种工作节奏，近日先有序安排重点行业、重点群体的团体预约和集体接种，暂缓个人预约、暂停新冠疫苗社会接种。6月6日，广州恢复第二针疫苗接种的社会预约通道。
截至6月10日24时，广东新冠病毒疫苗累计接种8121.36万剂次，累计接种6340.71万人，共有1814.49万人完成全程接种。其中18-59岁人群累计接种8068.26万剂次，累计接种6290.76万人，目标人群覆盖率75.77%。
截至8月27日24时，广东累计接种新冠病毒疫苗19163.25万剂次，累计接种第1剂次有10345.74万人，共有8925.75万人完成了全程接种。按广东省12岁及以上人群1.06亿常住人口计算，12岁及以上人群第1剂次覆盖率为97.27%，全程接种覆盖率为83.92%；按广东省1.26亿常住人口计算，全人群第1剂次覆盖率为82.10%，全程接种覆盖率为70.83%。

### 江苏省

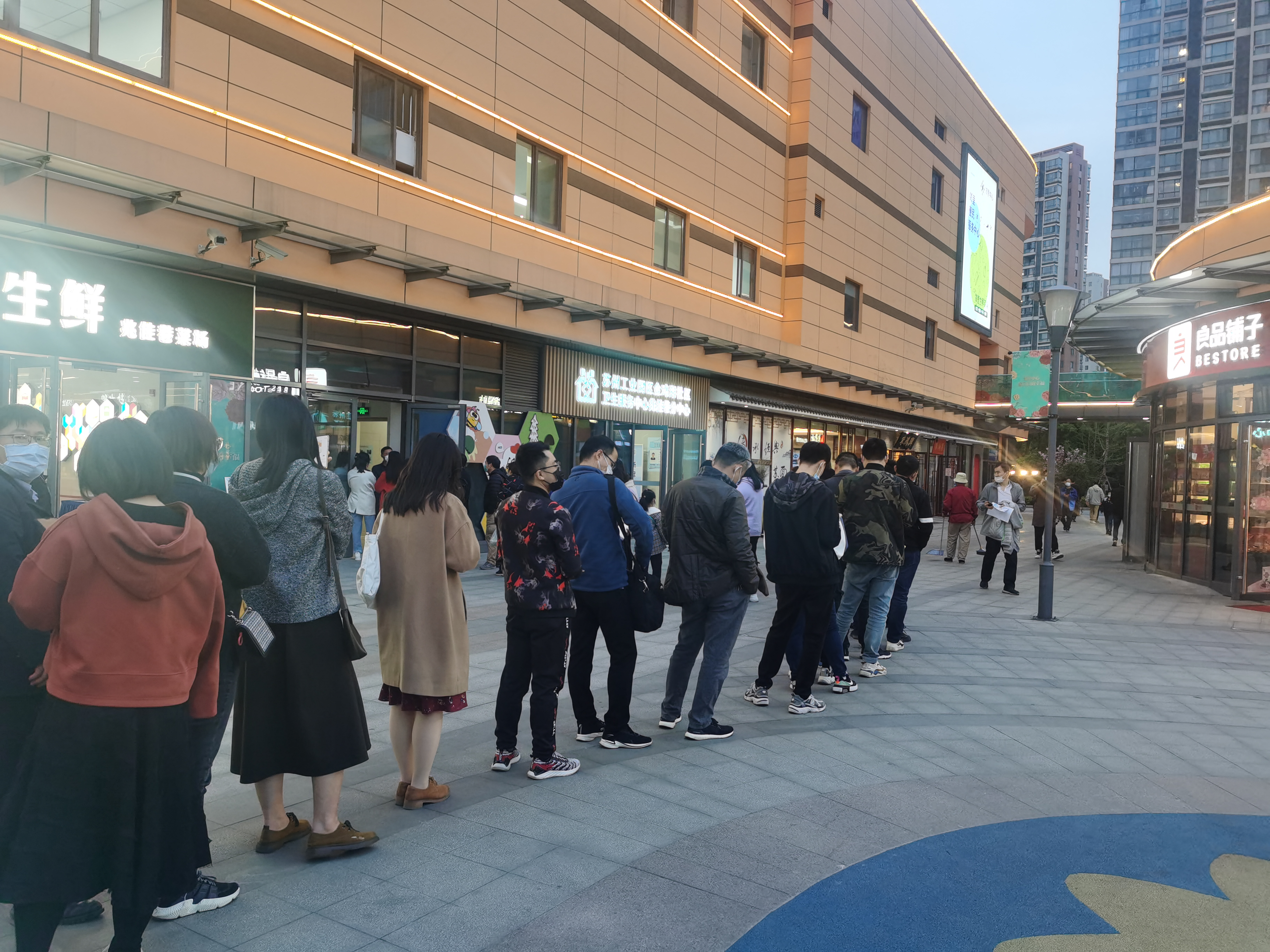
江苏省苏州工业园区兆家巷卫生服务中心排队接种疫苗的人群

2020年12月28日，江苏省卫生健康委员会副主任周明浩在《政风热线》栏目中透露，依据《中华人民共和国疫苗管理法》的相关规定，江苏省对特定人群开展接种。
2021年3月18日，根据国家、省统一部署，江苏有序开展疫苗接种工作，多地开放疫苗接种预约服务。预计到2021年底，江苏省将完成5600万人口的疫苗接种。
2021年4月2日起，江苏省启动在苏外籍人士疫苗预约接种。
2022年7月，江蘇無錫市一個居委會對一名年屆八旬的老人發出告知書稱，因為他不接種疫苗，將取消居民醫療保險、養老金與年終福利享受。

### 浙江省
2020年9月，浙江省疫情防控办印发浙江省秋冬季新冠病毒疫苗紧急接种指导意见。2020年12月，根据国务院联防联控机制总体部署安排，浙江省按照保障重点、应种尽种、确保安全、知情同意的原则，重点对从事进口冷链、口岸检疫、装卸搬运、船舶引航、民航空勤、交通运输、医疗卫生、生鲜市场等感染风险较高的工作人员，以及前往疫情风险较高国家和地区工作、学习的人员开展接种服务工作。2021年3月5日，浙江省全面启动18周岁以上居民免费接种工作。
截至2021年4月18日，浙江共设立疫苗接种单位1816家、接种台7413个，日最高接种能力达100万剂次。截至4月26日，浙江省累计接种疫苗1526.75万剂次。
2021年5月，“克威莎”腺病毒载体疫苗陆续运抵浙江省，供当地居民接种。
截至8月17日，浙江省12—17岁人群累计接种143.1万剂，第一剂次接种任务完成率为47.4%；浙江省18岁以上人群累计接种9759.38万剂，其中第一剂次5339.9万剂，共完成全程接种4298.4万人。按照第七次全国人口普查数据，浙江省18岁以上人群接种覆盖率达到99.4%，全程免疫覆盖率达80.0%。

### 湖北省
2020年12月24日，武汉市启动疫苗紧急接种工作。武汉市15个区、48家指定的预防接种门诊，对部分重点人群陆续开始疫苗紧急接种。
2020年3月12日，武汉市设置15家定点接种门诊，符合条件的18—59岁常住人口均可预约接种疫苗。
2021年3月29日，湖北省疾病预防控制中心副主任黄希宝表示，为进一步扩大免疫人群范围，湖北将对重点地区与重点人群实现疫苗接种全覆盖。其中，18岁以上的武汉市人群要实现全覆盖，襄阳市和宜昌市中心城区18岁以上的常住人口也要实现全覆盖。医疗卫生、高等院校师生和各类学校教职工，边境口岸、海关、移民、国际交通、监管场所工作人员和监管场所被监管人员以及出国人员，公安、消防、应急、交通、物流、邮政快递、养老、精神卫生福利、环卫、殡葬、救助管理、市场监管、新闻媒体、商业超市、餐饮从业人员、社区工作者和机关事业单位工作人员，水、电、暖、煤、气等重点行业工作人员，服务业和劳动密集型行业从业人员则以全覆盖的原则全力推进。
2021年5月25日，武汉新冠肺炎疫苗接种量突破1000万剂次，其中第一剂有635万剂次，第二剂有366万剂次。全市18岁及以上人群中第一剂次接种率达65.7%。
截至2021年6月7日9时，湖北省累计报告接种新冠病毒疫苗突破4000万剂次，累计1386.6万人完成全程免疫。全省日接种能力最大可达120万剂次，实际最大日接种量为106.8836万剂次。
截至2021年6月9日24时，武汉市新冠病毒疫苗累计接种超1300万剂次，其中完成第一剂次接种人数超800万，完成第二剂次接种人数超500万。
截至2021年8月29日24时，湖北省12岁以上人群累计报告接种新冠病毒疫苗80040846剂次，其中第一剂次42449782人次，第二剂次37033667人次，第三剂次557397人次。全省37050032人完成全程接种。
截至2021年11月29日，全省累计报告接种新冠病毒疫苗突破1亿剂次，达到10025万剂次，累计4864万人接种新冠病毒疫苗，3岁以上人群已覆盖86.7%，其中4349万人完成基础免疫，740万人完成加强免疫，在3至11岁人群中，已有520万人接种第一剂疫苗。
| 日期    | 累计接种剂次 | 备注                                                                  | 来源    |
| ------- | ------------ | --------------------------------------------------------------------- | ------- |
| 3月17日 | 100万        |                                                                       | [ 189 ] |
| 3月25日 | 200万        |                                                                       | [ 189 ] |
| 4月1日  | 300万        |                                                                       | [ 189 ] |
| 4月21日 | 500万        |                                                                       | [ 189 ] |
| 5月11日 | 800万        |                                                                       | [ 189 ] |
| 5月25日 | 1000万       | 其中第一剂接种6353251剂次，第二剂接种3657896剂次。                    | [ 189 ] |
| 5月31日 | 1100万       | 其中第一剂接种6768730剂次，第二剂接种4232371剂次。                    | [ 194 ] |
| 6月4日  | 1200万       | 其中第一剂接种7351032剂次，第二剂接种4681070剂次。                    | [ 195 ] |
| 6月10日 | 1300万       | 其中完成第一剂次接种人数超800万，完成第二剂次接种人数超500万。        | [ 191 ] |
| 6月18日 | 1400万       | 其中第一剂次接种超824万，第二剂次接种超580万。                        | [ 196 ] |
| 8月29日 | 1900万       | 其中18岁以上人群累计接种18909441剂次，12-17岁人群累计接种347355剂次。 | [ 197 ] |

### 海南省
2020年12月28日，海南省先后部署开展了两轮重点人群疫苗接种工作。截至2021年3月22日，海南全省已累计接种疫苗202万剂次，已有50.6万人完成了两剂次的全程接种。3月23日起，海南省将全面推进18岁以上人群“应种尽种”，包括60岁以上身体健康无接种禁忌症的老年人群，18岁以下人群将根据国家部署安排适时开展接种。
2021年4月4日，海口市相关部门表示，除直接参与博鳌亚洲论坛以及中国国际消费品博览会服务保障的工作人员外，暂停其他人群的第二针疫苗接种工作。海口将于4月中下旬恢复第二针剂接种工作。
在2021年4月份，海南完成了450万人的疫苗接种任务。截至4月26日，海南已累计接种疫苗600万人，全人群占比超过63%，18岁以上人群接种率超过80%。海南省将从5月份开始，对已经完成第一针疫苗接种的人群进行第二针接种，原则上优先安排第一针疫苗接种间隔50天以上、高校毕业生以及准备离岛的候鸟人群接种第二针疫苗。预计到6月份，海南将达到全人群75%的接种率目标，建立起人群安全免疫屏障。

### 山东省
2020年12月底，日照市、青岛市城阳区、西海岸新区、即墨区、市北区、莱西市，临沂市河东区、兰山区等地均已下发通知，可以预约到指定预防接种门诊进行疫苗预约、接种。此次紧急接种费用由财政负担，个人免费。紧急接种工作主要针对部分从事进口冷链、口岸检疫、生鲜市场、交通运输、医疗疾控等工作的重点人群开展。
2021年4月3日，山东省卫生健康委党组副书记、省疾控中心党委书记马立新介绍，截至4月3日上午8:30，山东省疫苗接种达到1002.3万剂次815.4万人。
2021年5月3日，山东省卫健委发布消息称，对已经接种疫苗的山东省健康码持有人添加金色边框，左上角注明针剂和盾牌，代表持有人已受到疫苗保护。
截至2021年7月11日11时，山东省累计接种新冠疫苗10010.75万剂次，接种5570.24万人，4341.00万人完成全程接种。。
截至2021年9月1日12:00，山东省累计接种新冠病毒疫苗1.52亿剂次、8017.13万人，占总人口的78.97%，12岁以上人群接种率达到93.15%，7096.27万人完成全程接种。

### 河南省
2020年12月，河南省有序开展疫苗紧急接种工作，疫苗采购工作也正在进行。2021年1月7日，河南省卫健委成立“河南省重点人群新型冠状病毒疫苗接种工作专班”。
2021年4月12日，河南省疾控中心免疫规划所监测二室主任张肖肖介绍，普通人群的疫苗免费接种工作定于5月初启动，至6月底结束。
截至2021年7月31日，河南省已累计接种100390482剂次，其中灭活疫苗接种第一剂48232758人，第二剂40689307人；腺病毒疫苗接种364504人；重组基因蛋白疫苗接种第一剂4414342人，第二剂4254619人，第三剂2434952人。

### 四川省
2020年12月起，四川省按照国务院联防联控机制要求，启动重点人群疫苗紧急接种工作。截至2021年1月8日，累计接种人数近40万。
2021年4月1日，四川省应对新型冠状病毒肺炎疫情应急指挥部印发《四川省2021年新冠肺炎疫情防控工作指南（第三版）》，明确“加快新冠病毒疫苗接种进度”，积极推广使用“四川天府健康通”预约接种。
2021年4月14日，四川省疾控中心相关负责人表示，四川省暂停个人预约接种疫苗的服务，统一由社区或单位组织。
截至2021年5月24日9：00，四川累计接种新冠疫苗破2000万剂次；自5月17日以来，全省日均接种量100多万剂次，其中5月22日单日接种量破210万剂次，创全国单日接种量第一。截至6月26日15：48，四川省新冠病毒疫苗第二剂次接种累计超过2830万剂次；全省已累计接种5786.73万剂次。截至8月1日12：00，全省新冠疫苗接种9741.63万剂次。

### 云南省
2020年年底，云南省启动重点人群疫苗接种工作，有序组织了冷链物流、口岸检疫、航空空勤、生鲜市场、公共交通、医疗疾控等感染风险比较高的工作人员的疫苗接种。翌年3月下旬，云南加快推进了疫苗接种工作。在3月30日瑞丽市发现6例确诊病例后，国家向云南紧急调拨了一批疫苗。截至4月5日，云南省采购疫苗共390.03万支，已累计接种363.5万剂，累计完成接种323.2万人，其中完成两剂次接种40.3万人，完成一剂次接种282.9万人。4月6日，云南省政府新闻办通报，云南省重点保障边境县市、昆明市、主要旅游城市等重点地区的接种。
截至2021年8月17日24时，云南省累计接种新冠疫苗6220.29万剂，3442.44万人。

### 安徽省
2020年底，中国科大附一院（安徽省立医院）预防接种门诊启动首批疫苗接种工作，是COVID-19疫苗首次在安徽省级医院进行接种。之后，安徽省启动重点人群接种工作，主要包括从事进口冷链、口岸检疫、船舶引航、航空空勤、生鲜市场、公共交通、医疗疾控等感染风险比较高的行业人员；前往中高风险国家或地区工作、学习等人员。
2021年3月，安徽省按照“知情、同意、自愿、免费”的原则，分阶段实施疫苗接种。各地组织辖区内预防接种门诊、二级以上医疗机构接种点全面开放疫苗接种。预计至6月20日，安徽省40%以上的常住人口将完成新冠病毒疫苗接种。因应5月中旬安徽出现本土病例，合肥市内各疫苗接种点排队接种疫苗的人数明显增多，截至14日晚12时，合肥市累计接种264.66万剂次，其中5月13日接种15.17万剂次，创接种以来单日接种最高纪录；5月14日接种36.41万剂次，再创单日接种最高纪录。

## 相关事件及争议

### 临床试验阶段宣布紧急接种的争议
2020年10月，浙江省多个城市宣布启动疫苗紧急接种计划，但由于相关疫苗仍在第三期临床试验阶段，引发关注。中国官方称，疫苗的紧急使用根据是《中华人民共和国疫苗管理法》、《中华人民共和国药品管理法》有关规定按照相应程序启动，启动后经过层层论证审批，满足世界卫生组织的规则，得到世卫组织驻华代表处的认可和支持。但香港大学李嘉诚医学院生物化学系教授金冬雁对此时接种未经验证安全性的疫苗持谨慎态度。他在接受英国广播公司的记者采访时认为“（中国）妖魔化西方世界的新冠疫情，把美国和欧洲疫情讲得像人间地狱，这些人打了疫苗出去就像是救了自己一命。美国欧洲新冠疫情严重，但没有严重到符合紧急接种的条件定义”，又指“疫苗三期试验未完成，给健康人接种这类疫苗不符合医学伦理要求。而且中国滥用‘紧急使用’的定义”。

### 疫苗后遗症相关事件
2021年3月18日，陕西省西安市报告1例封闭隔离病区本土确诊病例，该确诊患者为西安市第八医院检验师，感染前已完成疫苗2针接种。此前中国疾病预防控制中心前流行病学首席科学家曾光对此表示，疫苗保护率并非100%，接种疫苗后是比较安全而非绝对安全。国产疫苗已接种数千万人次，安全性和有效性都得到充分证实，大众不必因这一个例而对国产疫苗产生怀疑。在4月20日中国疾病预防控制中心出版的英文《中国疾病预防控制中心周报》中透露了感染病毒的细节，其原因是她在发病前5天可能暴露于携带有在英国发现的变异病毒环境条件中。
2021年8月10日，河南省濮陽市南樂縣一名名為李博藝的12歲女孩注射新冠疫苗，兩日後開始發高燒，出現呼吸衰竭、膿毒血症等十幾種併發症，最終在8月28日死亡。隨後其母蔣艷紅前往南樂縣衛健委質詢。9月16日，她在濮陽市衛健委門前遭多名男子圍毆。蔣此後將被毆打的短片在網絡公布，但蔣的個人網路平台被禁言。10月16日，蔣艷紅準備赴北京維權時被南樂縣公安局以涉嫌「尋釁滋事罪」刑事拘留。
2021年9月3日，四川省宜賓市筠连县镇舟镇人蒋某秋在注射保肝药后于当日22时18分死亡。蒋女曾于5月30日和6月21日分别接种新冠病毒灭活疫苗，并在9月1日时体检发现肝功能异常，并在9月3日晚到筠连县人民医院就诊。9月5日，筠连县卫生健康局在其官方微博账户发布情况通报，表示经市县联合专家组判断，此事件与疫苗接种无关，与网络传言不符。事故原因调查和家属安抚善后工作正在积极开展。。
2022年5月24日，来自中国三十多个省市自治区的白血病患者发出两封公开信，声称因为施打新冠疫苗罹患急性白血病，其中以科兴疫苗为主，也包括北京生物、武汉生物、智飞生物、长春生物等公司的疫苗，多数人是接种两针后出现问题，部分人是接种一针或三针。而在6月1日国际儿童节前夕，中国各地600多名儿童的家长也在网上发表公开信，声称自己的孩子在接种疫苗后出现了一型糖尿病症状，疫苗品牌以科兴疫苗居多。针对上述两起事件，当局均认为不属于疫苗接种的异常反应，而是耦合症状。

### 强制民众接种疫苗事件
中國政府曾多次表示應當鼓勵而非強制疫苗接種，接種採用知情自願原則，避免出現簡單化甚至「一刀切」的現象，但實際上，強制接種疫苗的行為仍然時有發生。中国人民大学法学院教授王贵松指出，截止2021年8月23日，新冠疫苗尚不属于免疫规划疫苗，只是二类疫苗，居民没有接种新冠疫苗的法律义务，政府不得直接或间接强制民众接种疫苗，也不可追究未接种疫苗的感染者的责任。
2021年3月31日，海南省万宁市万城镇人民政府当日发布声明称，在宣传发动民众接种疫苗时，制定“五不”注意事项，指不接种疫苗将在五个生活场景中受到限制，引发热议。万城镇人民政府对该“五不”注意事项予以撤销，并对此表示歉意。
同日，海南省儋州市人民医院某工作微信群中发布通知，要求未接种疫苗的人员尽快接种疫苗，尚未怀孕的备孕人员也要接种，如无特殊情况不接种的将被问责，严重者将被开除。其后《健康时报》记者致电儋州市卫健委，工作人员称，卫健委没有要求各单位强制接种疫苗，更没有让医院对无特殊情况不接种疫苗的人员问责、开除。儋州市人民医院一位不愿具名的医生表示，希望看到用一种积极正面的方式去引导大众接种，而不是采取威胁、强迫的态度。北京市中盾律师事务所杨文战律师表示，国家并未发布任何“强制性接种新冠疫苗法律法规”，还是应该按照自愿原则，单位不因以此为由辞退或处罚员工。
2021年4月11日，国务院联防联控机制举行新闻发布会。国家卫健委新闻发言人米锋表示，个别地方接种工作中出现了简单化，甚至一刀切的情况，强制要求全员接种，必须坚决予以纠正。
2021年7月，山西、山东、江西、浙江等多地党政机关及企事业单位要求無禁忌症的幹部職工和黨員限期完成疫苗接種。江西、浙江、陝西等省市也有地區禁止未接種人員前往超市、醫院等公共場所，並稱年满18周岁以上的无禁忌症人员均须接种。廣西多地要求学生户口本上家庭成员在開學前完成接種，否則暂缓入学。部分省市回應稱，禁止未接種人員前往公共場所只是響應國家提高接種率的號召，文件中提有「原則上」，實際執行時仍有空間，也有地區去除了對未接種人員進入公共場所的限制。
2021年8月，中国多地政府发布通告，将追究未接种疫苗引发感染者的责任。
2021年8月，中国部分地区为完成疫苗接种任务指标，强制拉人跨区打疫苗，甚至为抢人引发冲突，或以现金奖励为诱饵组织人员在无资质的非正规接种点接种。河北、江苏、山东的部分市县有关部门已发布通知，整治这一接种乱象。
2021年8月，有网友爆料，青海省民和回族土族自治县川口镇东大街社区贴出通知：辖区居民家庭有一名成员无故不接种疫苗，居委会将停办其合作医疗和养老保险、停发低保金、不开具任何介绍信和证明、不进行政审盖章、不办理任何个人业务。通知在网络上引起了广泛争议。该社区工作人员于8月25日回应称，社区这几天的接种指标没完成，发布这则通知只是吓唬一下居民们，让他们赶紧打疫苗，不会真的不给办业务。
2022年4月，广东深圳街头出现了一批写有“不打疫苗，你将被赋黄码”、“不打疫苗，你的防疫惠民补助申请将受影响”、“不打疫苗，你将被限制进入本小区”等字样的标语。另外，当地的一些街道办事处还向居民群发送短信，催促居民尽早接种新冠疫苗加强针。部分地区出现了变相强制接种疫苗的情况。
2022年7月，北京市限制未接种疫苗的居民进入部分公共场所，引发争议。
2022年7月25日，网传江苏省无锡市雪浪中学要求初一新生报到时提供居住在无锡的祖父母及外祖父母的疫苗接种证明，否则无法报到。7月26日，校方表示此前确有此要求，但目前该要求已被取消。而当地街道和教育部门均表示没有布置过强制疫苗接种的任务。

### 疫苗接种违规收费事件
2021年4月，河北省石家庄、邯郸、辛集等地部分群众通过国务院“互联网+督查”平台反映，他们在当地接种疫苗时，被收取接种费用，该做法明显不符合“新冠疫苗全民免费提供”政策。经督促，有关地方和部门已将相关费用全部退还。

### 國產疫苗效果爭議
2021年4月10日，中國疾控中心主任高福在全國疫苗與健康大會上公開表示中國滅活疫苗（科興疫苗、北京國藥疫苗）產生的抗體比不上mRNA疫苗，保護性較差，建議混合接種不同技術的2019冠状病毒病疫苗，不過疾控中心立刻回應強調不要誤讀。

### 疫苗接种记录造假
2022年12月，多名湖南省邵东市民众反映称自己或家人未接种疫苗但系统中却有接种记录，凭空出现的接种记录妨碍了民众进行正常接种。也有民众反映系统中疫苗接种时间和实际不符。12月20日，红星新闻联系邵东市卫健局，对方回应称可能是乡村干部为了完成任务让卫生院将民众信息录入。12月21日，邵东市卫健局称相关领导已经关注，将会处理此事。
山西民众有反映，其母亲在疫情出现前去世，但卻发现其母有新冠疫苗接种纪录。2023年1月8日，該民眾所在的當地政府通报情况属实，民眾所在的乡党委书记被免职。